# 劉古桂
劉古桂，江苏阜宁人，中国近代政治人物。
毕业于中央政治大学。民国34年（1945年），擔任中华民国遵义府婺川縣縣長。后由鄒祖勛接任。